# Перси, Джоселин, 11-й граф Нортумберленд
Джоселин Перси (англ. Josceline Percy; 4 июля 1644 — 31 мая 1670) — английский аристократ, 11-й граф Нортумберленд и 5-й барон Перси с 1668 года. Из-за его ранней смерти род Перси угас.

## Биография
Джоселин Перси принадлежал к одному из самых знатных и влиятельных аристократических родов Англии. Он был сыном Элджернона Перси, 10-го графа Нортумберленда, и его второй жены Элизабет Говард. Сразу после реставрации Стюартов Джоселин получил должность лорда-лейтенанта Нортумберленда (1660 год), а в 1668 году стал лордом-лейтенантом Сассекса. Он был пажом на коронации Карла II 23 апреля 1661 года. В 1668 году, после смерти отца, Перси унаследовал все семейные владения и титулы, однако уже спустя два года тоже умер. 
В браке Перси с Элизабет Ризли, дочерью Томаса Ризли, 4-го графа Саутгемптона, и Элизабет Ли, родились только сын Генри, умерший в возрасте одного года (1669), и дочь Элизабет, ставшая впоследствии женой Чарльза Сеймура, 6-го герцога Сомерсета. В результате род Перси угас.